# Suensonomyia nudinerva
Suensonomyia nudinerva är en tvåvingeart som beskrevs av Louis-Paul Mesnil 1957. Suensonomyia nudinerva ingår i släktet Suensonomyia och familjen parasitflugor. Inga underarter finns listade i Catalogue of Life.